# 彰南區
彰南區為民國三十四年（1945年）的舊省轄市彰化市行政區之一。是當時彰化市的市政中心。

## 行政區
- 彰南區共有22里[3]：
- 大同里、華南里、光明里、振興里、永生里、壽生里、順正里、昇平里、福安里、西安里、鎮南里、
- 成功里、南瑤里、南興里、延平里、延和里、光南里、華陽里、華北里、民安里、東興里、桃源里